# Charles Le Samedy
Charles Le Samedy est un ouvrier français né le 28 mai 1921 à Lorient et mort dans cette même ville le 18 février 1970. Il exerce comme maire de Lorient de décembre 1951 à mai 1953. Seul maire communiste de l'histoire de la ville, son mandat est marqué par la reconstruction de la ville.

## Biographie

### Enfance et débuts professionnels
Charles Le Samedy est né le 28 mai 1921 à Lorient. Il effectue sa scolarité dans cette même ville, où il effectue une formation technique et où il fréquente aussi le conservatoire de musique. Il commence sa carrière professionnelle à l'arsenal de Lorient, et devient secrétaire de la fédération du Morbihan de la SFIO.
Après la défaite française au début de la Seconde Guerre mondiale, la ville de Lorient devient un centre important pour l'occupant allemand. Les ouvriers de l'arsenal dont il fait partie sont régulièrement mis à contribution par l'occupant. Dans le cadre de la Relève, 191 d'entre-eux doivent partir travailler au chantier naval de Wesermünde. Charles Le Samedy fait partie des personnes réquisitionnées, et il part de Lorient le 24 octobre 1942. Il compose pour l'occasion un poème, publié le lendemain de son départ par Le Nouvelliste du Morbihan. Il apprend l'allemand dans le cadre de ce travail, et c'est depuis l'Allemagne qu'il apprend la destruction totale de Lorient en février 1943. Il est libéré par les troupes américaines en 1945, et rejoint sa ville alors dévastée. Il part alors pour Aurillac pour parfaire sa formation et viser un poste de chef de travaux. Il reprend ses travail à l'arsenal de Lorient, et épouse Jeanne Le Coldroch le 7 juillet 1948, avec laquelle il a trois enfants : Marie-Françoise, Martine, et Philippe. Il rejoint quelques mois plus le PCF, poussé par son ami d'enfance Roger Le Hyaric.

### Maire de Lorient
L'accession à la mairie de Lorient se fait dans un contexte particulier. La SFIO locale est déchirée entre le maire Julien Le Pan, successeur désigné d'Emmanuel Svob à la tête de la ville, et le député Jean Le Coutaller qui ambitionne de conquérir la ville. Ce dernier obtient la démission de Le Pan de la SFIO, et parvient à le mettre en minorité au conseil municipal à la suite du vote du budget de l'année 1951. Ceci abouti à une situation de blocage, et le conseil municipal est dissout le 2 octobre 1951.
Charles Le Samedy connait un regain de notoriété dans la région lorientaise la même année. Militant alors à la CGT, il signe un article contre la guerre d’Indochine qui lui vaut sa révocation de l'arsenal le 3 août 1951. Cette sanction cause quelques jours plus tard un débrayage des ouvriers de cette structure, qui sont à leurs tours sanctionnés à divers degrés. Il s'engage alors dans la campagne municipale. Alors qu'il n'est pas tête de liste, il est élu maire par le conseil municipal pour 18 mois alors qu'il n'a pas encore 30 ans. Des votes de conseillers socialistes se sont portés sur lui, espérant diviser les communistes. Il peut compter sur Roger Le Hyaric comme premier adjoint, mais connait très tôt des attaques des élus socialistes, Jean Le Coutaller en tête, notamment sur la question du budget qui est de nouveau repoussé.
Il se présente à sa succession dès avril 1953 dans une campagne électorale très agressive. Le Samedy accuse son opposant et candidat à la mairie Jean Le Coutaller d'avoir voté comme député un budget de 1 500 milliards de francs pour la guerre en Indochine, grevant ainsi les budgets prévus pour la reconstruction de la ville. Ce dernier lui répond en accusant « les staliniens lorientais (...) incapables d'administrer [la ville] ». Il est accusé par Joseph Périgault, tête de liste de droite, de faire une politique de parti, et de ne se préoccuper qu'aux intérêts d'une classe en oubliant l'intérêt général. Le Samedy arrive en tête lors du premier tour de scrutin du nouveau conseil municipal avec 12 voix, contre 11 pour Joseph Yvon, et 7 à Jean Le Coutaller, mais c'est finalement ce dernier qui est élu maire au second tour grâce à un report des voix sur son nom.

### Fin de vie

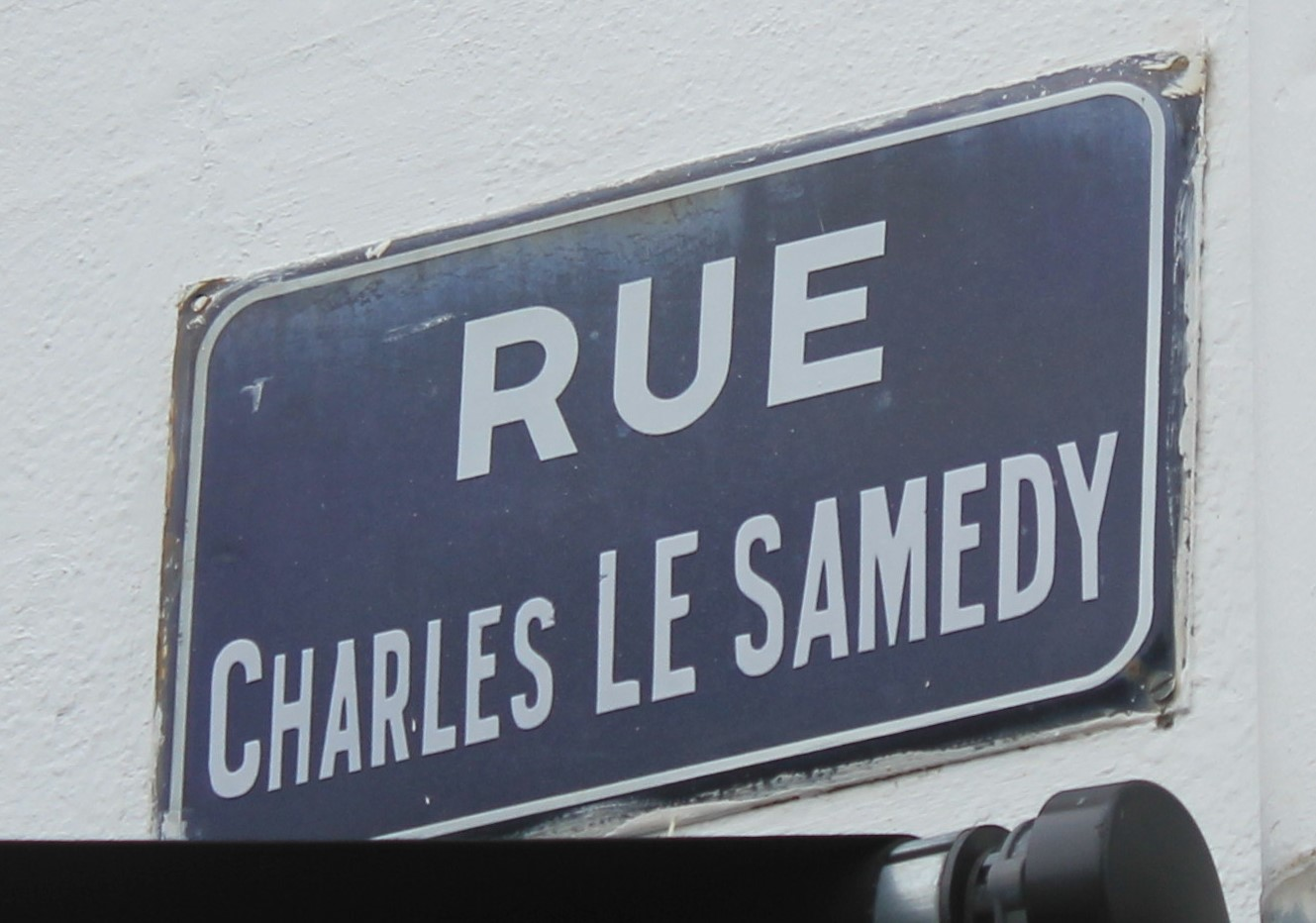
Plaque de la rue Charles Le Samedy à Lorient.

Après sa défaite aux élections de 1953, il garde un poste de conseiller municipal d'opposition, mais le rôle de leader au sein de celle-ci revient rapidement à Roger Le Hyaric. Il trouve un emploi aux services techniques de Lanester en 1954, et est réintégré à l'arsenal de Lorient en 1969, quelques mois avant sa mort le 18 février 1970.
Son nom est donné à une rue de Lorient par le conseil municipal le 10 octobre 1973.

## Sources